# Sophie Lyons
Sophie Lyons (24 de diciembre de 1848 –8 de mayo de 1924) fue una delincuente estadounidense y una de las ladronas, carteristas, rateras y estafadoras más notorias del país de mediados a finales del siglo XIX. Ella y sus sucesivos maridos Ned Lyons, Jim Brady y Billy Burke estaban entre los delincuentes profesionales más buscados en los EE. UU. y Canadá, siendo buscados en varias ciudades importantes, incluidas Nueva York, Filadelfia, Boston, Detroit y Montreal desde la década de 1860 hasta principios del siglo XX.
Ella y Lyons fueron figuras prominentes del hampa en la ciudad de Nueva York durante la época posterior a la Guerra de Secesión como asociados de Marm Mandelbaum, siendo Lyons miembro del "círculo íntimo" de Mandelbaum durante las décadas de 1860 y 1870.  Finalmente se retiró de la vida delictiva y pasó sus últimos años rica e involucrada en la rehabilitación de delincuentes juveniles y brindando asistencia financiera y vivienda a delincuentes reformados y sus familias. Su autobiografía, Why Crime Does Not Pay (1913), fue publicada y distribuida por el editor William Randolph Hearst.  

## Biografía

### Primeros años y carrera criminal
Lyons era judía. Nació en Lauben, Alemania, el 24 de diciembre de 1848.  Su madre le enseñó a robar en tiendas y como carterista y la obligó a salir a la calle a robar. Lyons afirmó que la habían pillado robando por primera vez a los tres años y que la habían juzgado en el tribunal de policía de Essex Market, y que la habían arrestado de nuevo por hurto a los 12 años. Expresó su deseo de no seguir robando, pero su padre ladrón la disuadió amenazándola con un atizador calentado al rojo.
Lyons se casó con otro carterista, Maury Harris, cuando tenía 16 años, pero el matrimonio terminó cuando Harris fue arrestado y sentenciado a dos años de prisión en el estado de Nueva York. Durante su juventud se hizo conocida como una hábil carterista y una mujer segura de sí misma. Se la consideraba una actriz consumada que, incluso cuando era atrapada por su víctima, era capaz de "falsificar cada matiz de emoción" para persuadirla de que la liberara.  Según un incidente ocurrido en 1880, logró convencer a un detective de una tienda de que sufría cleptomanía. 
Lyons se casó luego con Ned Lyons, conocido entonces como el "Rey de los Ladrones de Bancos", y tuvieron seis hijos. Dos años después de su matrimonio, Ned pudo comprar una buena casa con su parte del botín en un importante robo a un banco. Aunque intentó disuadir a Lyons de robar, ella continuó haciéndolo. En 1870, Ned fue capturado durante un intento de robo a un banco en el condado de Wyoming, Nueva York, y enviado al centro penitenciario de Auburn. Sophie movió hilos para conseguir que lo trasladaran a la prisión de Sing Sing, donde la seguridad era más laxa. Sin embargo, fue declarada culpable de hurto y enviada a Sing Sing en 1871. Usando un disfraz, Ned escapó de la prisión en 1872. Regresó unas semanas después y ayudó a su esposa a escapar y huyeron a Canadá con sus hijos. 

### Batalla judicial con George Lyons
En la tarde del 31 de enero de 1880, Lyons regresó al tribunal de policía de Essex Market, donde llevó a su hijo mayor, George, de 14 años, ante el magistrado. Ella afirmó que él se negaba a asistir a la escuela, a menudo salía de casa por las noches para dormir en las calles y "era tan rebelde en general" que solicitó que lo internaran en un centro penitenciario para menores.
Cuando terminó, George gritó: "Esa mujer es una ladrona y una ratera. La he visto robar en Montreal y en otros lugares". Negó las acusaciones de su madre, alegando que ella quería deshacerse de él y que tenía "recomendaciones que demostraban su buena conducta". Luego presentó más acusaciones contra su madre, y continuó: "Sí, quieres deshacerte de mí, y eres mi madre. ¿Cómo puedo saber que lo eres cuando tienes dos maridos con los que recorres todo el país robando por todas partes?". Estas acusaciones provocaron un alboroto en la sala del tribunal y el magistrado pidió un receso para escuchar a la madre y al hijo en privado. 
Lyons confesó su pasado criminal y ser la esposa de Ned, sin embargo sostuvo que había dedicado mucho tiempo y esfuerzo a intentar evitar que sus hijos se convirtieran en delincuentes. Había enviado a George a tres institutos en Canadá, y sus dos hijas asistían a escuelas en Alemania,  pero George regresó a Nueva York y comenzó a frecuentar los centros del hampa local, incluido el infame bar y sala de baile de la Sexta Calle de Dan Kerrigan, donde actuaba como cantante y se asociaba con conocidos delincuentes. También dijo que su hijo había obtenido al menos una de sus recomendaciones amenazando a una ex empleadora llamada Kate B. Woodward con un cuchillo de trinchar.
Después de enterarse de este incidente, Lyons invitó a George a su casa en Montgomery Street y lo hizo arrestar por los agentes de policía que estaban esperando. George admitió que tuvo una discusión con Woodward, quien le había escondido su reloj de bolsillo, pero negó haberla intimidado para obtener su recomendación. Él admitió haber cogido un cuchillo de trinchar durante la discusión, pero afirmó que no lo utilizó contra ella ni utilizó un lenguaje amenazante. Se informó que se comportó de manera disruptiva mientras su madre hacía su declaración, denunciando negligencia y abandono de niño. El magistrado dictaminó que George permanecería detenido hasta que se pudieran investigar las denuncias de ambas partes. George, al ser informado de que no sería liberado, tuvo que ser escoltado fuera de la sala del tribunal por la policía e intentó ahogarse tragándose un pañuelo.

### Mudanza a Detroit
En 1880, Lyons se había separado de Ned y había trasladado su base de operaciones criminales a Detroit, en parte debido a la proximidad de la ciudad a Canadá. Pasó gran parte de la década de 1890 en el Medio Oeste como miembro de una banda de ladrones liderada por Billy Burke, con quien más tarde se casaría.  Regresó a Nueva York en 1895 y, después de ser arrestada por el detective de policía Stephen O'Brien,  fue puesta bajo estrecha vigilancia policial por detectives de Brooklyn, bajo órdenes del superintendente McKelvey. 

### Regreso a la ciudad de Nueva York
En la tarde del 21 de junio de 1896, Lyons entró en una mercería ubicada en la Sexta Avenida y la Calle Catorce. Lyons, que entonces utilizaba el alias de Mary Watson, fue abordada por la detective de la tienda Mary Plunkett, quien la había reconocido y le informó que la policía local la buscaba. Cuando Lyons la ignoró, Plunkett la agarró del brazo e intentó obligarla a no marchar. Una multitud comenzó a reunirse a medida que la discusión se intensificaba. Plunkett dijo a la multitud que "una de las carteristas más notorias del mundo" estaba parada frente a ellos. En ese momento, Lyons se liberó de Plunkett y salió de la tienda con la detective persiguiéndola. Plunkett persiguió a Lyons hasta un tranvía, donde le informó al conductor que la policía la buscaba. El conductor permitió que Lyons subiera al tranvía y le respondió a Plunkett que no era asunto suyo. Cuando llegaron a la calle Dieciocho, Plunkett pudo llamar a dos patrulleros y arrestar a Lyons.
Lyons se negó a que la llevaran de regreso a la tienda, insistiendo en que la registraran para demostrar su inocencia, pero en lugar de eso fue arrestada y llevada a la comisaría de policía de Mercer Street. Allí permaneció detenida hasta su comparecencia ante el tribunal de policía de Jefferson Market el 22 de junio. Se la acusó del robo de una cartera de una mujer desconocida en Nueva Jersey, que contenía 12 dólares y un billete de tren, y el tribunal solicitó su prisión preventiva. Su abogado, Emanuel Friend, logró conseguir su liberación señalando las circunstancias en gran medida vagas de los cargos y la ausencia de la detective de la tienda. El magistrado estuvo de acuerdo en que la ciudad no tenía pruebas para procesar a Lyons y desestimó su caso. 

### Retiro  y años posteriores
Cuando un cómplice la estafó durante su último golpe, Lyons lo tomó como una señal y dejó de delinquir. Hizo varias inversiones inmobiliarias legales exitosas y en 1897 empezó a publicar en la columna de sociedad del New York World. También publicó panfletos en que aconsejaba a los delincuentes dejar esos hábitos, abrió un hogar para niños con padres encarcelados y donó dinero para abrir bibliotecas en prisiones. Más tarde diría: "Quiero algo más que propiedades. Quiero el respeto de la gente buena". Después de su "retiro" del crimen, en 1913 Lyons escribió sus memorias, Why Crime Does Not Pay, y se convirtió en una conocida filántropa y reformadora de prisiones en Detroit. También poseía 40 casas, sin incluir solares, debido a inversiones inmobiliarias y comerciales por valor de $ 500,000  (equivalente a $ 15.4 millones een 2021 ). Se ofreció públicamente a proporcionar viviendas sin pago de alquiler a cualquier delincuente con familia que fuera traído a Detroit por el grupo reformista Pathfinders' Club. El 2 de febrero de 1916, anunció en la cena anual del grupo que donaría un terreno por valor de 35.000 dólares para establecer un edificio para la reinserción de delincuentes juveniles.
El Pathfinders' Club operaba una instalación similar de "formación de carácter" en Lafayette Boulevard, en la calle Veinticuatro. Lyons especificó que el regalo se ofrecía con la siguiente condición: "El hogar se dedicará a la tarea de convencer a los niños que han comenzado a ser delincuentes de que han elegido el camino equivocado, y también a capacitarlos para que tengan la fuerza para seguir adelante. Un propósito secundario es proporcionar un lugar en el que los adultos que han caído en el crimen puedan tener un nuevo comienzo en la vida". 
No todos sus sujetos querían reformarse. El 8 de mayo de 1924, dejó entrar a tres hombres en su casa, supuestamente con la esperanza de reformarlos. Le pidieron el dinero y objetos de valor que supuestamente tendría escondidos. Ella se negó. Sus vecinos la encontraron más tarde en el suelo, en coma. Su cráneo había sido aplastado con un objeto contundente. Tras ser trasladada al Hospital Grace de Detroit (Michigan), Lyons murió esa misma noche debido a una hemorragia cerebral masiva. Tenía setenta y seis años.